# Cyclomia scopulata
Cyclomia scopulata är en fjärilsart som beskrevs av Walker 1862. Cyclomia scopulata ingår i släktet Cyclomia och familjen mätare. Inga underarter finns listade i Catalogue of Life.